# Funiculaire du Tibidabo
Le funiculaire du Tibidabo est un funiculaire situé à Barcelone, en Espagne. Il relie la plaza del Doctor Andreu où se trouve l'arrivée du Tramvia Blau au sommet du Tibidabo, point culminant de la Serra de Collserola. Il fait partie des trois funiculaires de Barcelone avec le funiculaire de Vallvidrera et le funiculaire de Montjuïc. Il fut inauguré pour la première fois en 1901 ce qui en fait le premier funiculaire d'Espagne, puis rénové en 1958.

## Historique
C'est en 1898 qu'est créée la Sociedad Anonima del Tibidabo qui a pour objectif d'aménager le sommet du Tibidabo tout en le rendant facilement accessible. Le parc d'attraction est inauguré en 1899 puis il est décidé juste après d'installer un moyen de transport efficace pour permettre aux personnes d’accéder au sommet du Tibidabo depuis la ville de Barcelone. Cette installation dont le chantier est confié à l'ingénieur Bonaventura Roig sera constituée de deux moyens de transports successifs : un tramway puis un funiculaire. Après quelques mois de travaux, le Tramvia Blau et le funiculaire sont tous les deux inaugurés le 29 octobre 1901. Le Funiculaire du Tibidabo est ainsi le premier funiculaire et la première remontée mécanique à être construit en Espagne.
La capacité du funiculaire est augmentée grâce à l'installation de trains à deux wagons en 1922. La remontée est rénovée pour la première fois en 1958 par la société Macosa. La voie ferrée, la gare amont et la machinerie sont reconstruites puis des nouveaux véhicules avec une apparence d'autorail sont installés. Le funiculaire est rénové une seconde fois en 2007. Les travaux sont cette fois-ci confiés à la société italienne Agudio, la machinerie et le câble sont de nouveau remplacés et les véhicules sont repeints. Le funiculaire ferme de nouveau le 15 septembre 2019 pour subir une troisième rénovation. Les véhicules de 1958 sont remplacés et des portes palières sont ajoutées au niveau des quais. La remontée rouvre finalement le 12 juin 2021 après 21 mois de fermeture.

## Description de la ligne
Le funiculaire du Tibidabo est à la fois le plus ancien et le plus long des trois funiculaires de Barcelone. La ligne dispose d'une longueur de 1152 mètres avec une dénivelé de 278 mètres et une pente maximale de 25,7%. Elle est constituée d'une voie unique avec un évitement à deux voies pour le croisement des deux véhicules. La ligne a la particularité de posséder des caténaires sur tout son tracé pour alimenter les rames en électricité.  

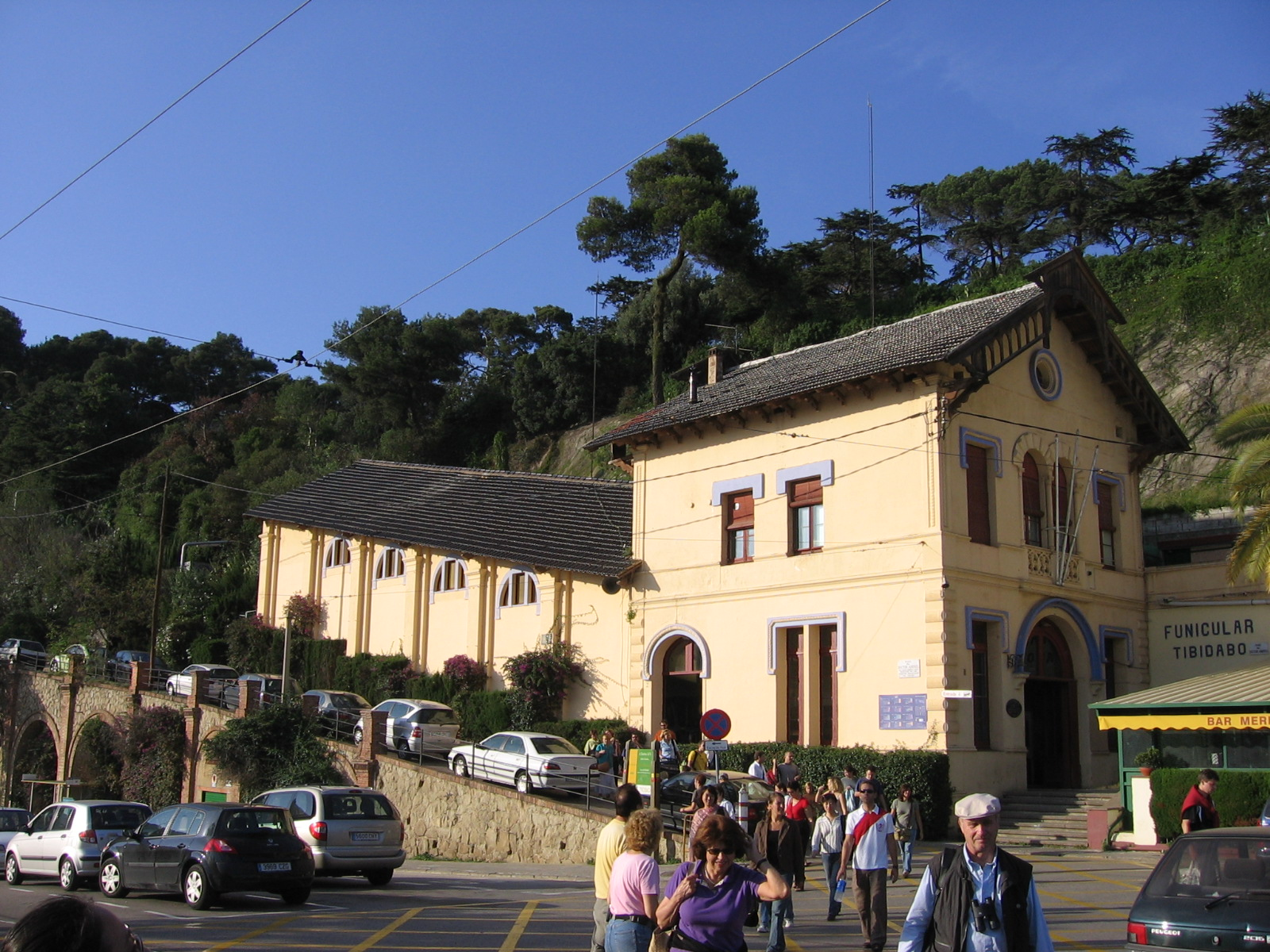
Gare aval du funiculaire.

La gare aval "Plaza del funicular" est installée à 223 mètres d'altitude sur la place du Docteur Andrieu (fondateur de  la Sociedad Anonima del Tibidabo). Contrairement à la gare amont, la gare aval conserve son apparence d'origine de 1901. C'est à ce niveau que se situe l'arrivée du Tramvià Blau, tramway historique inauguré le même jour que le funiculaire qui part du terminus de la ligne 7 du Métro de Barcelone. Les voyageurs en provenance du centre de Barcelone effectuent ainsi une correspondance entre le tramway et le funiculaire pour monter au Tibidabo.

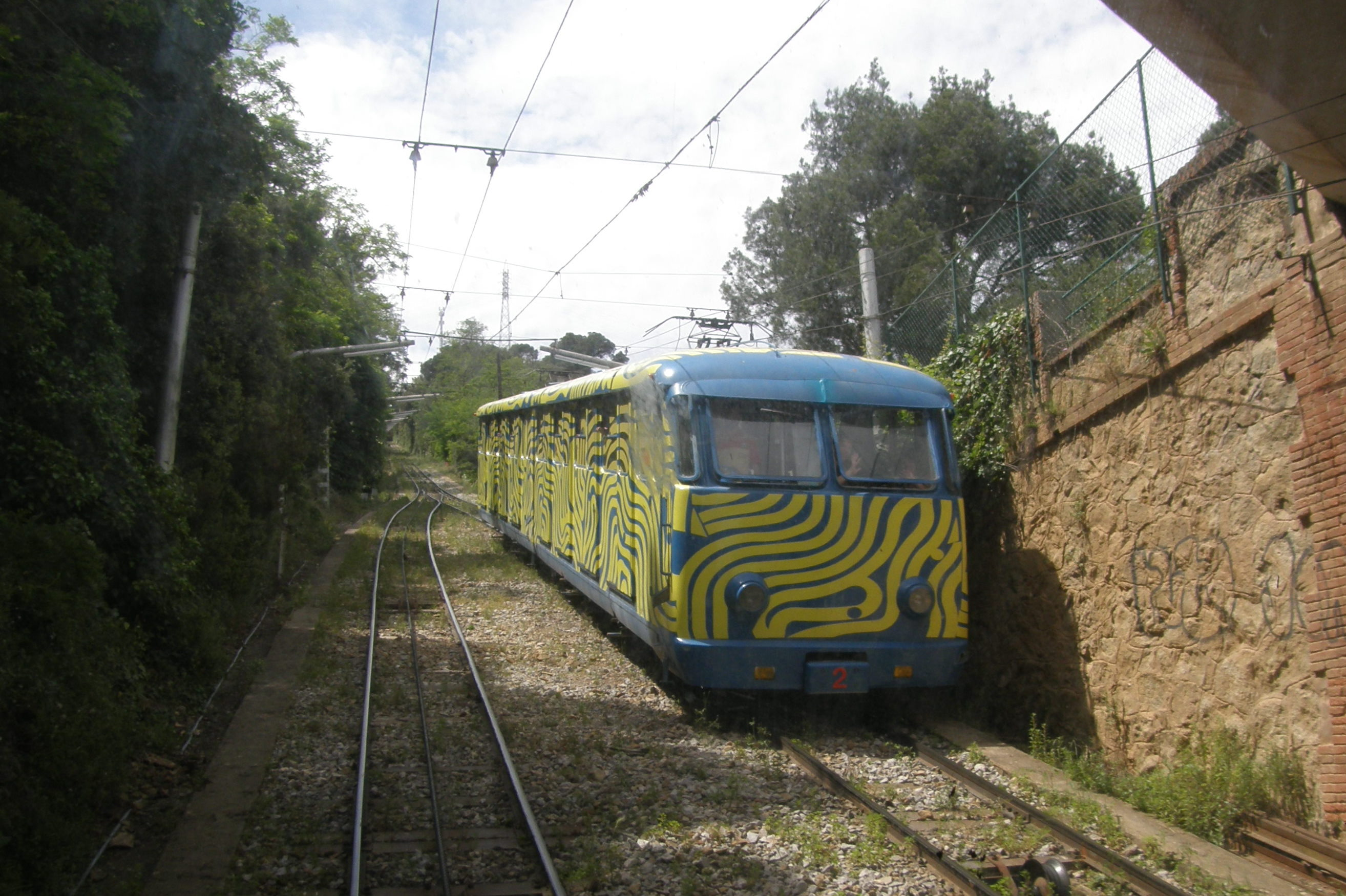
Anciens véhicules ayant circulé de 1958 à 2019.

La gare amont est située à 501 mètres d'altitude au sommet du Tibidabo. Une fois en haut, les passagers peuvent accéder au parc d'attraction, à l'église du Sacré-Cœur ainsi que d'admirer le panorama qu'offre le sommet sur Barcelone. C'est dans cette station qu'est installée la machinerie du funiculaire.
Le funiculaire était constitué de deux véhicules de deux wagons construits par Macosa en 1958 et présentaient une apparence similaire aux autorails ferroviaires. Les voitures possédaient chacun un pantographe pour l'alimentation en électricité, mais cela n'avait aucun rapport avec la motorisation, les véhicules ne disposant pas de moteurs électriques puisque ces derniers étaient tirés par le câble dont le moteur est installé dans la gare amont. L'alimentation électrique servait alors au fonctionnement de l'éclairage intérieur, aux feux de signalisation et à l'ouverture des portes.